# Michael Rockefeller
Michael Clark Rockefeller (* 18. Mai 1938; vermisst seit 18. November 1961 in Niederländisch-Neuguinea (Westneuguinea), drei Jahre später für tot erklärt) war ein Mitglied der Rockefeller-Familie, der jüngste Sohn des New Yorker Gouverneurs und 41. Vizepräsidenten der Vereinigten Staaten Nelson Rockefeller. Michael Rockefeller verschwand während einer Expedition in die Asmat-Region im Südwesten Neuguineas.

## Leben
Rockefeller absolvierte 1960 ein Harvardstudium zum Bachelor of Arts in Geschichte und Wirtschaft mit Auszeichnung. Nach sechsmonatigem Dienst als Soldat (Private) in der U.S. Army ging er auf eine Expedition für das Peabody Museum of Archaeology and Ethnology der Harvard University. Im zentralen Hochland von Niederländisch-Neuguinea sollten archäologische und ethnologische Studien über die Dani angestellt werden. Die Expedition produzierte Dead Birds, dt. Tote Vögel (1965), einen berühmten, 1964 fertiggestellten ethnografischen Dokumentarfilm von Robert Gardner; Rockefeller war 1961 der Tontechniker. Rockefeller und sein Begleiter René Wassing, ein niederländischer Anthropologe, verließen die Expedition bei den Asmat im Bereich des Lorentz-Nationalparks im Süden Neuguineas zu eingehenderen Studien. Wassing kehrte von dieser Exkursion zurück, nicht aber Rockefeller.
Sein Verbleiben ist bis heute ungeklärt. Mutmaßungen gingen bisher dahin, dass Rockefeller, der vor der Küste im Bereich der Mündung des Eilanden River (5° 46′ S, 138° 7′ O) mit einem Katamaran unterwegs war, entweder ertrunken oder von einem Hai oder einem Krokodil angegriffen worden sein könnte. Aufgrund von Filmmaterial, das acht Jahre nach seinem Verschwinden einen hellhäutigeren Eingeborenen zeigt, wurde spekuliert, dass Rockefeller sich einem Stamm der Asmat angeschlossen haben könnte, doch gilt dies als höchst unwahrscheinlich. Das aufgetauchte Filmmaterial regte jedoch erneute Nachforschungen an; im Jahr 2015 wurde in Erzählungen älterer Asmat das Schicksal eines schiffbrüchigen Weißen bekannt. Die Asmat kannten in den 1960er Jahren noch Kopfjagd und Kannibalismus und erstachen den Weißen möglicherweise noch im rettenden Kanu.

## Weiteres
Der Spielfilm Cannibals – Welcome to the Jungle nimmt das Verschwinden Michael Rockefellers als Aufhänger für seine – rein fiktive – Handlung.